# Atlas (vazba tkanin)

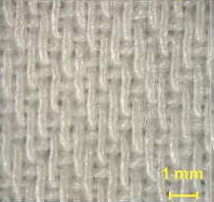
Tkanina z lyocellu v šestivazném atlasu (z roku 2012)

Atlas je základní vazba tkanin s pravidleně rozsazeným  vaznými body, které se  vzájemně nedotýkají. Atlas je buď osnovní nebo útkový, na tkanině se tvoří nevýrazné šikmé řádkování ve více směrecch.

## Konstrukce vazby

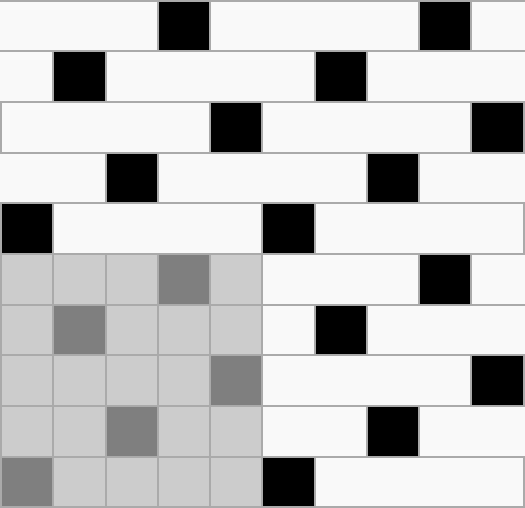
Pětivazný útkový atlas

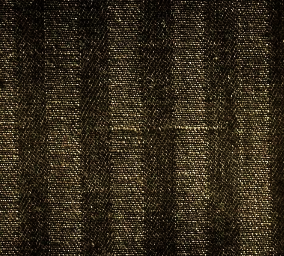
Derby- mercerovaná bavlněná tkanina v atlasové vazbě (snímek z roku 1918)

Nejmenší střídu (5×5) má pětivazný atlas, ve kterém je každý útkový řádek tvořen jedním osnovním vazním bodem (ve vzorkovnici je vyznačen černou barvou) a čtyřmi útkovými vaznými body (nevyznačuje se, zůstává bílá barva). Osnovní vazné body se postupně vystřídají ve všech útkových i osnovních řádcích.
Pořadí umístění vazných bodů ve střídě je dáno tzv. postupovým číslem, které udává každému vaznému bodu jeho místo. Pro pětivazný atlas jsou postupová čísla 3 nebo 2. Při použití postupového čísla 3 začíná vazba osnovním vazným bodem na první útkové a první osnovní niti (počítá se zdola nahoru a zleva doprava). Pro další osnovní vazný bod přičteme číslo 3, takže další vazný bod je křížení na druhé útkové a čtvrté osnovní niti, následující na třetí útkové a druhé osnovní niti … a tak dále. Zápisem by se dalo vyjádřit jako: 1/1, 2/4, 3/2, 4/5, 5/3. Pro postupové číslo 2 by byl zápis: 1/1, 2/3, 3/5, 4/2, 5/4. Podle použití postupového čísla dosáhneme buď pravého nebo levého směru atlasu.

### Odvozené vazby
Jestliže se vazné body o jeden nebo dva rozšíří ve vodorovném nebo svislém směru aniž by se zvětšila střída vazby, vznikne zesílený atlas. Tkanina je tužší, pevnější.
Vazby s velkou střídou se mohou rozšířit také diagonálním směrem a umožnit panamovou vazbu.
K odvozeným vazbám patří také smíšený, stínovaný nebo přisazovaný atlas.

## Použití
Pro použití se tkaniny s atlasovou vazbou nejčastěji rozlišují podle obchodního označení. K těm patří zejména:
- damašek – obvykle z bavlny; na postelové povlaky, ubrusy a nábytkové potahy
- brokát – z přírodního nebo viskózového hedvábí; na slavnostní oděvy, nábytkové potahy, tapety
- satén – většinou z přírodního hedvábí, přízí z umělých nekonečných vláken nebo i z bavlny; na večerní šaty, dámské prádlo, podšívkovinu

Pod značkou Derby se vyráběl ve 2. dekádě 20. století satén z mercerizované bavlny (viz snímek vpravo).

## Pletený atlas

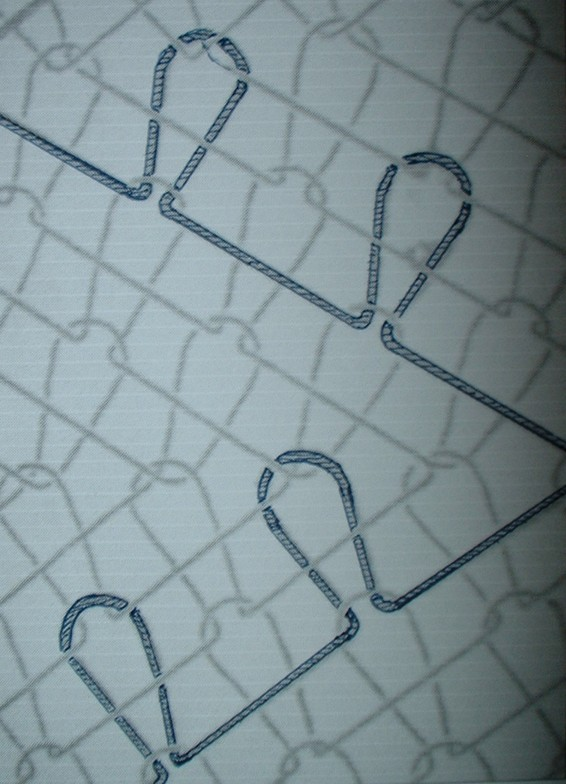
Schéma atlasové vazby osnovních pletenin

se používá u osnovních pletenin. Zde se spojí nejméně tři řady oček se sousedními sloupci a po určitém počtu řádků se změní směr kladení. Počet řádků až k místu obratu dává pletenině jméno, např. dvouřádkový atlas. Změna směru spojování oček způsobuje rozdílný odraz světla, který se jeví jako příčné pruhy v pletenině.
Dále se rozlišuje obyčejný atlas od atlasu kladeného pod jehlami a jednolícní od oboulícního atlasu.
K odvozeným vazbám patří například milanés nebo simplex.
Použití (v závislosti na druhu pleteniny): vrchní ošacení, prádlo, technické 